# 兼松若人
兼松 若人（かねまつ わかと、1980年10月18日 - ）は、日本の俳優である。大阪府出身。クリオネ所属。

## 出演

### テレビドラマ
- 金曜ナイトドラマ「黒い太陽」（2006年、テレビ朝日）
- 日韓合作ドラマ 韓国SBS放送「東京、天気雨」（2008年、イ・ジョンヒョン監督） - レギュラー
- ROOKIES（2008年、TBS）
- 太宰治短編小説集「駆け込み訴え」（2010年、西川美和監督、NHK-BS2）
- 金曜ナイトドラマ「警部補 矢部謙三」 第4話（2010年、神徳幸治監督、テレビ朝日） - 出前持ち 役
- 左目探偵EYE 第4話（2010年、岩本仁志監督、日本テレビ）
- ドラマ24「モテキ」 第6話、10話、11話（2010年、大根仁監督、テレビ東京）
- ミッドナイト・ホラーシアター「立入禁止」（2011年、武正晴監督、フジテレビワンツーネクスト）
- ミッドナイト・ホラーシアター「血まみれキャンプ」（2011年、武正晴監督、フジテレビワンツーネクスト）
- 示談交渉人ゴタ消し 第12話（2011年、岡本浩一監督、讀賣テレビ）
- さようならぼくたちのようちえん（2011年、水田伸生監督、日本テレビ）
- 相棒（テレビ朝日）
  - season10 第8話（2011年、橋本一監督）
  - season16 第19話（2018年） -　平田章 役
  - season19 第12話（2021年1月13日） - 田中（財満全次） 役
- HUNTER〜その女たち、賞金稼ぎ〜 第6話（2011年、佐藤源太監督、関西テレビ） - シュン 役
- 妖怪人間ベム 第10話（2011年、狩山俊輔監督、日本テレビ） - 吉村清 役
- 魔・追跡の魔（2012年、日本テレビ） - 津島浩平 役
- 月曜ゴールデン「駅弁刑事・神保徳之助7」（2013年、上野貴弘監督、TBS） - 矢沢秀弘 役
- 35歳の高校生 第3話（2013年、佐久間紀佳監督、日本テレビ）
- 警視庁捜査一課9係 season9 第3話（2014年、新村良二監督、テレビ朝日） - 加藤孝輔 役
- 月曜ゴールデン「警視庁機動捜査隊216IV」（2014年、児玉宜久監督、TBS） - 桑野将太 役
- 刑事7人（テレビ朝日）
  - SEASON1 第6話（2015年、長谷川康監督） - 成瀬博之 役
  - SEASON9 第6話・第7話（2023年、宗野賢一監督） - 原田武雄 役
- 日曜ドラマ「臨床犯罪学者 火村英生の推理」第1話（2016年、佐久間紀佳監督、日本テレビ）
- BS時代劇「立花登青春手控え」第3回（2016年、服部大二演出、NHK BSプレミアム） - 参吉 役
- 月曜名作劇場「女取調官4」（2016年、TBS） - 安西義則 役
- キッドナップツアー（2016年、NHK総合） - ラーメン屋店員 役
- 三匹のおっさん3〜正義の味方、みたび!!〜 第2話（2017年、テレビ東京） -　猫田 役
- 池波正太郎時代劇 光と影「恋文」（2018年、BSジャパン） - 新七 役
- NHK大河ドラマ 西郷どん（2018年、NHK） - 吉村虎太郎 役
- 立花登青春手控え3（2018年、NHK BSプレミアム） - 忠助 役
- ストロベリーナイト・サーガ（2019年、フジテレビ） - 谷口寛 役
- 仮面ライダーゼロワン 第17 - 18話（2020年、中澤祥次郎監督、テレビ朝日） - 立花蓮太郎 役
- 連続テレビ小説 エール（2020年、NHK） - 白石 役
- 月曜プレミア8 嫌われ監察官 音無一六6（2020年、テレビ東京） - 神永真司 役
- ラストマン-全盲の捜査官- 第8話（2023年、TBS） - 清水拓海 役

### 映画
- 天国のバス（2007年、郡司掛雅之監督）
- 黒帯 kuro-obi（2007年、長崎俊一監督）
- パッチギ！LOVE&PEACE（2007年、井筒和幸監督）
- 誰かが私にキスをした（2008年、ハンス・カノーザ監督）
- カフェ代官山II〜夢の続き〜（2008年、武正晴監督） - ケンタ 役
- 蒼空（2008年、城定秀夫監督） - 徹 役（メインキャスト）
- 18倫（2009年、城定秀夫監督） - リョウタ 役
- 最期のチャンス（2009年、菱沼康介監督） - 主演・一条達矢 役
- ヒーローショー（2009年、井筒和幸監督）
- 誘拐ラプソディー（2010年、榊英雄監督）
- うさぎドロップ（2011年、SABU監督）
- ゆうばり国際ファンタスティック映画祭2011招待作品「ヤクザ編集」（2011年、青木勝紀監督）
- ミロクローゼ（2012年、石橋義正監督）
- カラスの親指（2012年、監督・脚本：伊藤匡史）
- 「1+1=11（イチタスイチハイチイチ）」 (2012年 監督：矢崎仁司)
- あん（2015年　河瀬直美監督） - 若人 役
- ｢まどろす｣　(2015年　藤田容介監督）
- 「スプリング、ハズ、カム」　（2016年　吉野竜平監督）
- ｢新宿スワンⅡ｣　（2017年　園子温監督）
- ｢ブルーハーツが聴こえる 『少年の詩』｣　（2017年　清水崇監督）
- 「光」　（2017年　河瀬直美監督）
- ラストレシピ〜麒麟の舌の記憶〜（2017年、滝田洋二郎監督） - 楊晴明（青年期）役
- 「音量を上げろタコ！なに歌ってんのか全然わかんねぇんだよ！！」（2018年、三木聡監督） - 大発 役
- 「ゴールデンカムイ」（2024年、久保茂昭監督） - 野崎 役

### CM
- 「eo光テレビ 井筒和幸監督 撮影現場編」
- 「スポーツ振興くじtotoBIG」
- 「オロナミンC 上戸彩 白鵬ツッパリ編」
- 「アサヒ生命」
- 「西友・バスプラ俺の夢篇」
- 「日本コカコーラ・ほっとジョージア HOT編」

### 舞台
- FUTURE THEATER MOVE旗揚げ「新米保母ケイコの苦闘」（2002年、浅草橋アドリブ劇場）
- 「LOCK ON」（2002年、新宿全労済ホール スペース・ゼロ）
- FUTURE THEATER MOVE「9-NINE-」（2002年、恵比寿エコー劇場）
- 「LOCK ON 2」（2003年、赤坂ACTシアター）
- FUTURE THEATER MOVE「ブサイク行進曲」（2004年、アイピット目白）
- 「LOCK ON 3」（2004年、新宿シアターアプル）
- FUTURE THEATER MOVE「劇場JACK」（2005年、アイピット目白） - 主演
- ヤンキースタジアム20XX「マンガ大戦」（2005年、新宿シアターサンモール）
- 「パッチギ!」 総合演出:井筒和幸、演出:茅野イサム（2009年、新国立劇場）
- プラハ国立歌劇場オペラ「アイーダ」（2009年、東京文化会館ほか）
- スタンダードソングエンタテイメント本公演「BOMB!」 演出:宇治川まさなり、脚本:毛利亘宏（2010年、中野ザ・ポケット）
- 劇団EXILE華組風組合同公演「ろくでなしBLUES」 演出・茅野イサム（2010年、銀河劇場）
- ニコニコミュージカル「DEAR BOYS」 演出:宇治川まさなり（2011年、シアター1010）
- ニコニコミュージカル「カンタレラ」 演出:上島雪夫（2011年、全労済ホール スペース・ゼロ）
- ニコニコミュージカル「カンタレラ〜裏切りの毒薬〜」 演出:上島雪夫（2012年、銀座博品館劇場）
- ネオオペラ「マダムバタフライX」 演出:宮本亜門（2012年、神奈川芸術劇場）
- ドン・ドラキュラ（2015年4月）
- 「マジすか学園」脚本:御笠ノ忠次　演出:茅野イサム（2016年、赤坂ＡＣＴシアター）
- ミュージカル「刀剣乱舞」〜坂龍飛騰〜 演出:茅野イサム（2025年、TOKYO DOME CITY HALL 他）[2]

### WEB
- 魔法のiらんどTV ケータイドラマ「イケない課外授業」（2009年、藤井清美監督）
- MiuMiuショートフィルム「SEED」（2016年　河瀬直美監督）青年役

### PV
- KREVA「国民的行事」（2005年、須永秀明監督） - ゴリラチーム指揮者 役
- 加藤ミリヤ「ソツギョウ」（2006年、須永秀明監督） - レコード屋の店員 役
- ギターウルフ「高校生アクション」（2007年、竹内鉄郎監督） - 高校生 役
- キャプテンストライダム「愛の言葉」（2008年、スミス監督） - カップル 役
- 干場かなえ「きっと春は」（2009年、宮本丈楠監督） - 演説家 役
- NANJAMAN「YES ME FRIEND」（2010年、泰太郎監督） - 主演：小林哲生 役
- 戸松遥「渚のSHOOTING STAR」（2010年） - 電気工事作業員 役

### ネットドラマ
- Netflix「今際の国のアリス シーズン2」6話（2022年12月）飛鳥馬尚 役